# Isabel Helena de Thurn e Taxis
Isabel Helena de Thurn e Taxis (em alemão:  Elisabeth Helene Maria Valerie Franziska Maximiliane Antonie Prinzessin von Thurn und Taxis; Ratisbona, 15 de dezembro de 1903 – Munique, 22 de outubro de 1976), foi uma Princesa de Thurn e Taxis, a sexta filha de Albert, 8.º de Príncipe de Thurn e Taxis e de sua esposa, a arquiduquesa Margarida Clementina da Áustria, casada com o príncipe Frederico Cristiano, Marquês de Meissen e pretedente ao extinto trono da Saxônia.
A Princesa Isabel Helena casou-se com o Príncipe Frederico Cristiano da Saxônia, o segundo filho mais velho do rei Frederico Augusto III da Saxônia e de sua esposa, a arquiduquesa Luísa da Áustria-Toscana, em 16 de junho de 1923, em Regensburg, Baviera. Isabel e Frederico tiveram cinco filhos:
- Maria Emanuel, Marquês de Meissen (1926-2012); casado com a Princesa Anastasia de Anhalt
- Maria Josefa da Saxônia (nascido em 1928)
- Anna da Saxônia (1929-2012); casado Roberto de Afif, Príncipe de Gessaphe
- Alberto, Marquês de Meissen (1934-2012); casado Elmira Henke
- Mathilde da Saxônia (1936-2018); casado com o Príncipe João Henrique de Saxe-Coburgo e Bragança, bisneto da princesa Leopoldina do Brasil.